# Camorra
Pour les articles homonymes, voir Camorra (homonymie).
 (février 2017).
Si vous disposez d'ouvrages ou d'articles de référence ou si vous connaissez des sites web de qualité traitant du thème abordé ici, merci de compléter l'article en donnant les références utiles à sa vérifiabilité et en les liant à la section « Notes et références ».

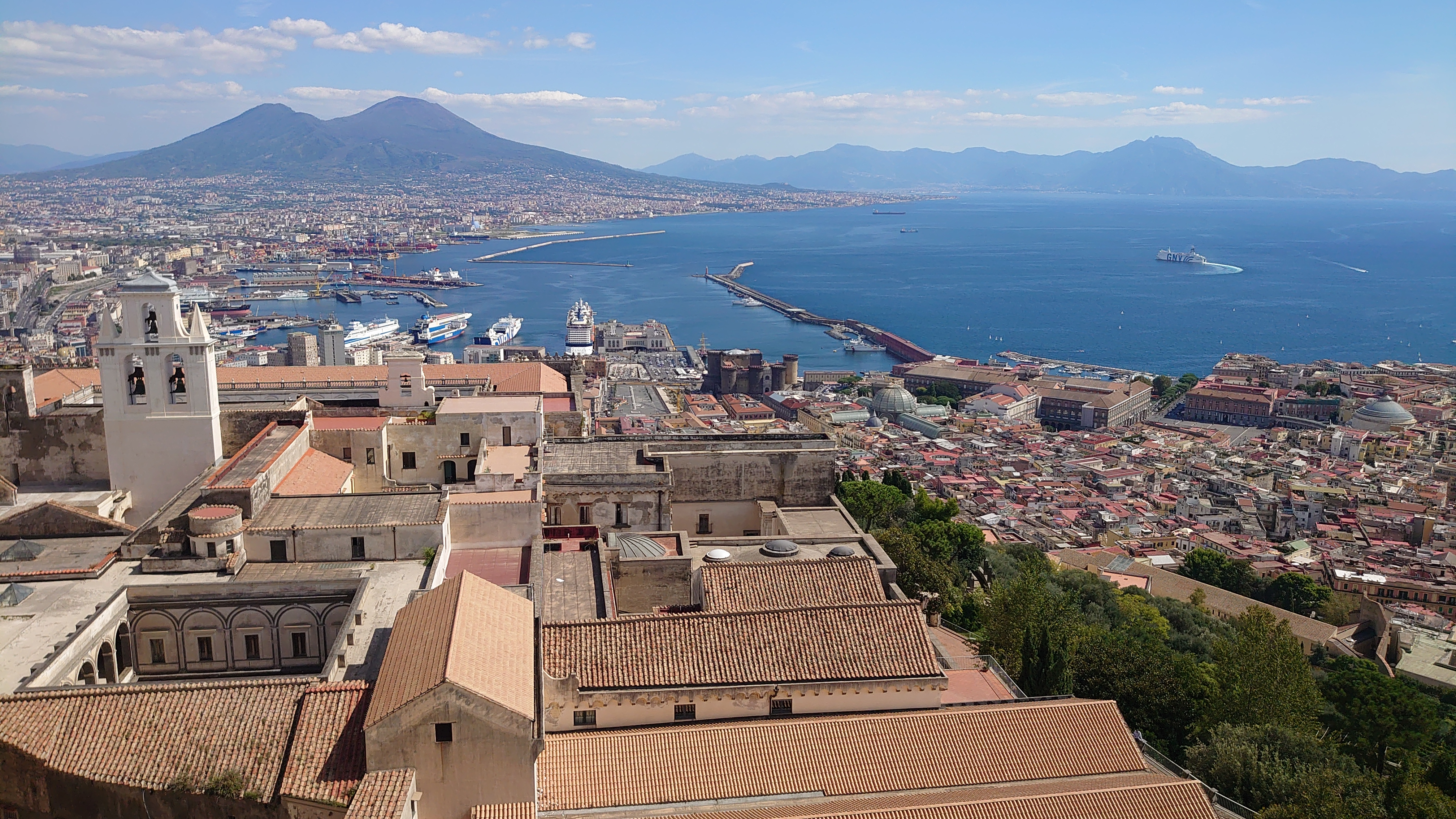
Naples, berceau de la Camorra.

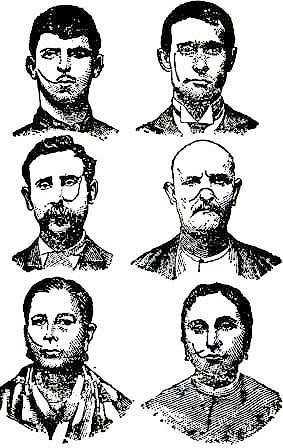
Camorristes à Naples, 1906.

La Camorra ou Bella Società Riformata, Società dell’Umirtà, Onorata Società, O Sistema, ou encore mafia napolitaine, est une organisation mafieuse italienne clanique implantée essentiellement à Naples et en Campanie. À la différence des autres organisations mafieuses italiennes, elle se caractérise par ses origines urbaines et son absence de hiérarchie globale.
Apparue à Naples en Italie au début du XIXe siècle, la Camorra est la plus vieille organisation criminelle d'Italie. Très intégrée dans la population, surtout dans les milieux les plus pauvres, elle est définie, dès 1863 par l'érudit Marco Monnier, comme « l’extorsion organisée, une société secrète populaire dont la finalité est le mal ».
Elle s’est diffusée dans d'autres provinces de Campanie, notamment dans la province voisine de Caserte, avant que ses activités criminelles s'étendent plus largement en Italie puis de manière internationale.
Au début du XXIe siècle, suivant les sources, le nombre total de ses membres oscille entre 4 500 et 7 000 dans la région de Campanie, organisés autour d'une centaine de familles ou clans. Son chiffre d'affaires annuel est lui évalué dans une fourchette comprise entre 3,8 et 12,5 milliards d'euros.
L'absence de structure hiérarchique de la Camorra amène régulièrement les clans à se livrer à des luttes sanglantes qui peuvent occasionner plusieurs dizaines de morts par an.

## Étymologie
Si l'on trouve une première mention du terme au XIVe siècle pour désigner une association de marchands, l'étymologie du nom est plus qu'incertaine et donne lieu à plusieurs hypothèses.

## Terminologie
La première utilisation officielle du terme « Camorra » semble remonter à 1735, quand un décret royal autorise l'établissement de huit maisons de jeu dans Naples dont une Camorra avanti palazzo (« Camorra devant le palais ») qui était en activité depuis plusieurs siècles. Le terme serait alors une association des termes italiens capo (chef) et morra (mourre), un jeu de rue, ce qui signifie un Camorriste ou Chef de Rue(s).
Selon Roberto Saviano, le terme de « Camorra » n'est pas utilisé à Naples, qui est un terme plutôt utilisé par les autorités judiciaires, les médias et la recherche académique. Les membres des sociétés criminelles mafieuses de Naples utilisent eux le terme de "système" pour décrire leur appartenance à la Camorra.

## Genèse et croissance

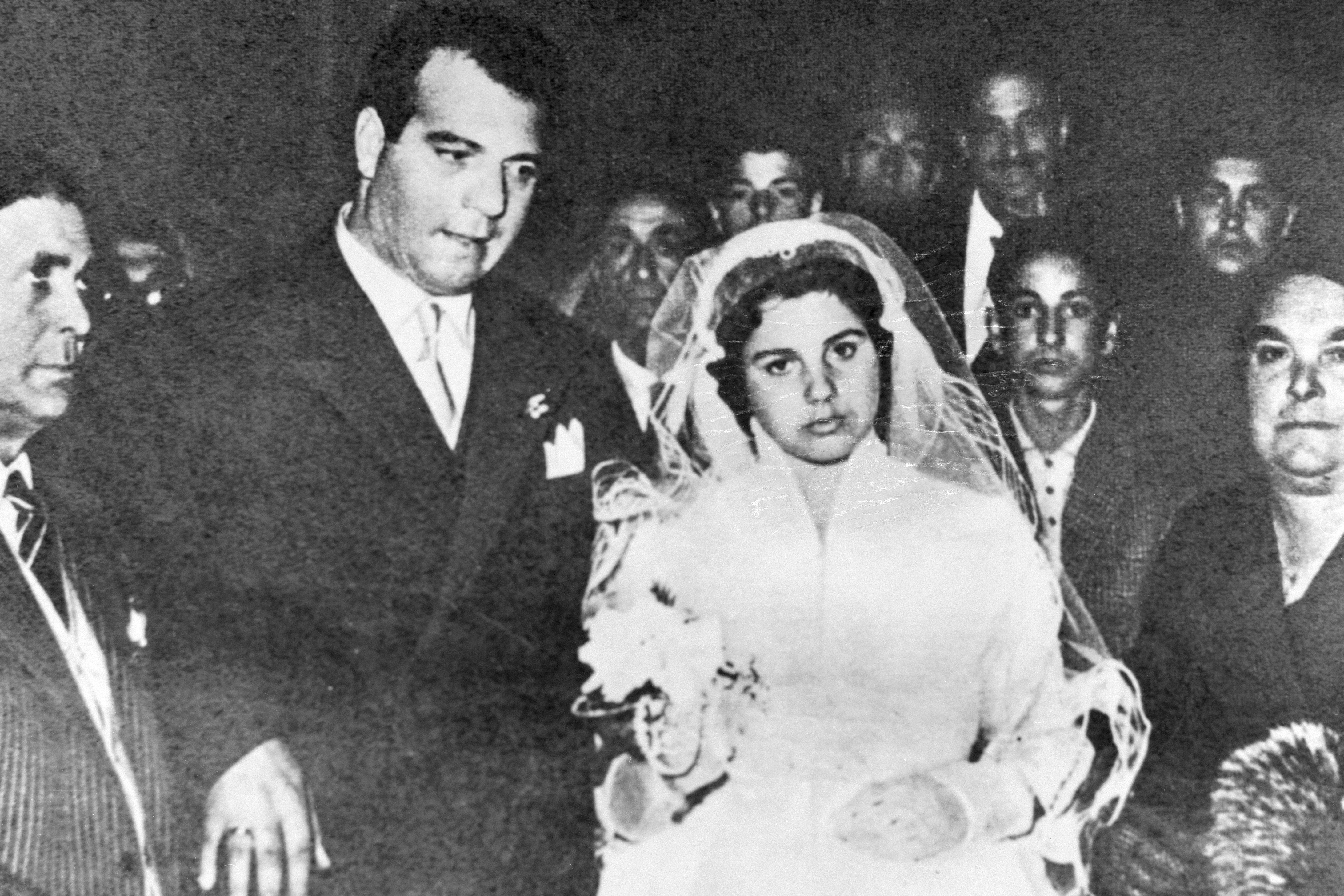
Pasquale Simonetti et Maresca Simonetti, dite Pupetta lors de leur mariage en 1954.

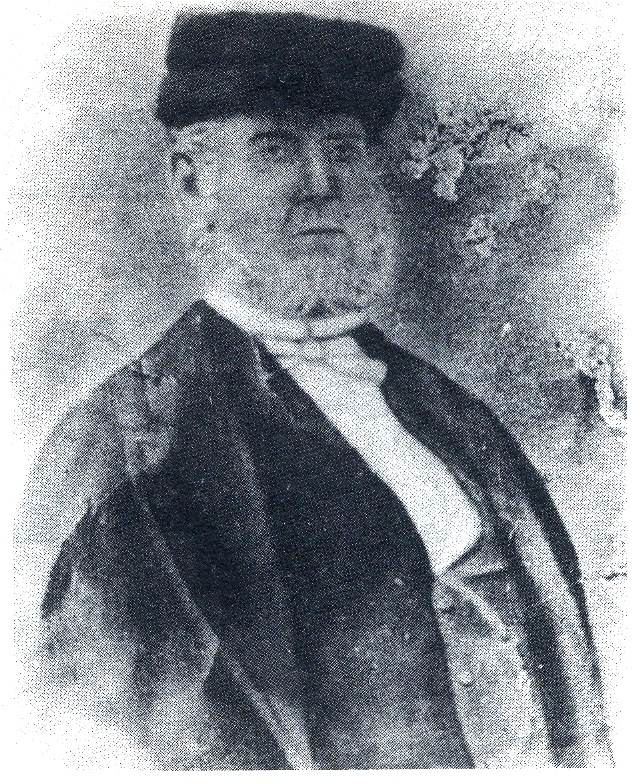
Salvatore De Crescenzo (Tore 'e Crescienzo) en 1860.

### Des origines aux années 1950
L'histoire de la Camorra comme organisation criminelle n'est pas linéaire et ses origines ne sont pas claires.
Pour Amedeo Feniello, médiéviste, la structure criminelle de la ville de Naples remonte à la délégation de pouvoir des souverains normands et 57 grandes familles en échange de leur soutien, ce qui selon lui aurait permis la constitution d'une tradition clanique.
Certains auteurs ont fait descendre la Camorra d'une ancienne société secrète criminelle espagnole — la Garduña ou Guardugna — qui aurait été importée lors du règne des Bourbon-Siciles, recrutant ses membres au sein des détenus. D'autres évoquent une autre société secrète criminelle connue comme la Società Omertà qui, dès le tournant du XIXe siècle, bien qu'elle pratiquât la contrebande, le chantage, la corruption, le vol et le meurtre, constituait la seule expression du peuple et son unique régulation.
La Società se développe particulièrement à la suite de la révolution avortée de 1799, pendant la tourmente que connait l'Italie lors de son combat pour l'unification entre 1799 et 1815, dans une des villes alors les plus peuplées d'Europe, après Londres et Paris. Naples n'a à l'époque pas connu de révolution industrielle et la ville, surpeuplée et sans ressources, dont l'activité est basée sur le luxe et les services offrant peu de travail à la main-d'œuvre faiblement qualifiée, abrite les classes populaires en son cœur qui, rejointes par les paysans pauvres, se soulèvent régulièrement.
La Camorra fait office, sous le règne de Ferdinand Ier de Bourbon, de police occulte, dans une véritable « cogestion » de l’ordre public réparti entre police et criminels. Elle s'allie ensuite - « la Camorra n'a pas d'opinion » - avec les forces du patriote italien Giuseppe Garibaldi et aide à l'expulsion des Bourbons d'Italie. Après l'unification de l'Italie en 1870, le régime de la droite historique italienne l'utilise pour réprimer ses opposants politiques.

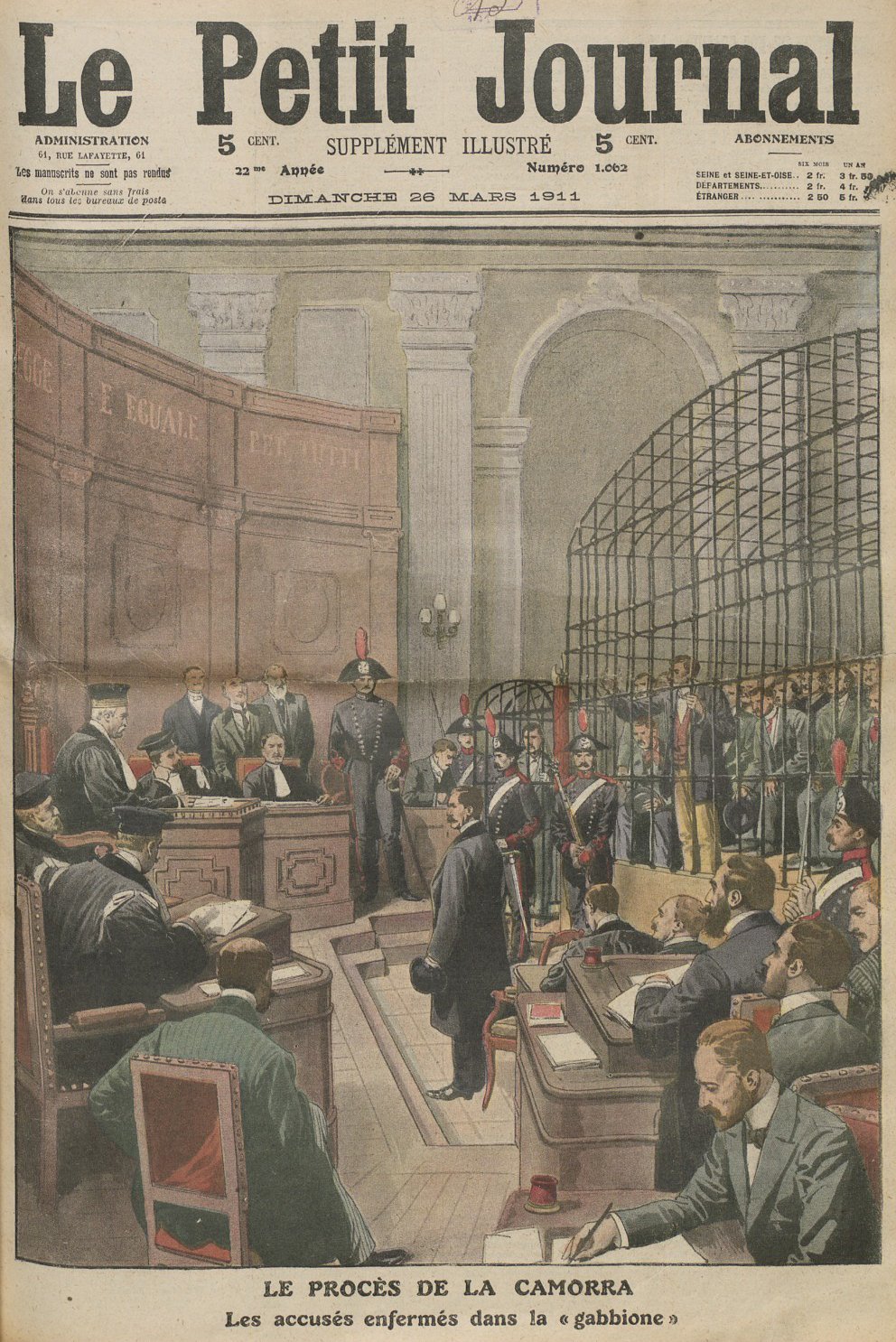
Procès Cuocolo, Le Petit Journal 26 mars 1911

Mais une véritable structuration de la Camorra s'opère dans la dernière partie du XIXe siècle, avec l'apparition du suffrage capacitaire (1882) et l'émergence d'une nouvelle classe bourgeoise accédant aux sphères politique et administrative : à côté de la « basse » Camorra historique qui regroupait voleurs, maîtres chanteurs et tueurs, apparaît une « haute » Camorra qui a recours au crime organisé pour faire fructifier ses affaires. Une « Camorra administrative » émerge également qui s'immisce progressivement dans les rouages de la ville : le clientélisme et les détournements - notamment à la suite de l'épidémie de choléra de 1885 - se généralisent tandis que les scandales se multiplient à tel point qu'une Commission royale d'enquête sur Naples est mise en place en 1900, dirigée par Giuseppe Saredo, qui met en lumière la véritable prédation que la Camorra exerce sur la ville.

#### Procès Cuocolo de 1911
Il faut attendre 1911 et le procès Cuocolo pour voir la première offensive judiciaire importante contre la Camorra : une dizaine de camorristes dont Enrico Alfano (en) sont condamnés pour le meurtre interne au milieu de Gennaro Cuocolo et sa femme, Maria Cutinelli, sur base de témoignages qui préfigurent les repentis, dont celui de Gennaro Abbatemaggio. Différents facteurs contribuent en outre au déclin de l'organisation : l'émigration massive vers les Amériques, l'impact d'une loi spéciale pour l'industrialisation de 1904, l'amélioration des conditions socio-économiques urbaines, le droit de vote ouvert aux analphabètes en 1912.
L'influence de la Camorra s'amoindrit tant auprès des couches populaires que des couches supérieures, provoquant une marginalisation du phénomène camoriste, accentuée, à partir de 1922, par la politique répressive du nouveau pouvoir fasciste de Benito Mussolini. Cette quasi-disparition perdure jusqu'au sortir de la Seconde Guerre mondiale. L'encyclopédie Treccani indique que la Camorra n'existe plus.

### De 1945 à 2010
À la sortie de la Seconde Guerre mondiale, les autorités et les médias de Naples sont dans le déni en ce qui concerne l'existence de la Camorra, que le public pense disparue. Le seul endroit à la fin des années 1940 où l'on pouvait entendre évoquer la Camorra était sur la scène du théâtre de marionnettes de San Carlino, qui retraçait de façon épique la vie de criminels notoires comme Teofilo Sperino, Ciccio Cappuccio (en), Nicola Jossa ou Salvatore De Creszenzo. Le seul camorriste connu et vivant semblait être le repenti Gennaro Abbatemaggio. Il avait retiré ses témoignages en 1927. En 1953 il prétendit avoir des révélations à faire à propos du meurtre de Wilma Montesi mais personne ne le prenait plus au sérieux. Gennaro Abbatemaggio était ce qu'on appellait un guappo, des criminels gérant des loteries et des prêts illégaux à Naples, qui entretenaient également des liens avec les personnalités politiques locales. Le plus connu d'entre eux était Giuseppe Navarra connu sous le nom de « Roi de Poggioreale », connu également pour son soutien à Achile Lauro.
Proches de la CIA, avec laquelle des contacts avaient été établis pendant la Seconde guerre mondiale, des figures de la Camorra croisent le fer avec les communistes au début de la guerre froide. D'anciens responsables fascistes rejoignent cette coalition, comme l'armateur Achille Lauro, qui deviendra maire de Naples.
En 1955, un procès retentissant évoque à nouveau la Camorra, mettant fin au dénis sur le crime organisé à Naples, après le meurtre de Pasquale Simonetti le 16 juillet 1955. Puppeta Maresca, sa jeune épouse enceinte se venge en tuant Antonio Esposito de Pormigliano avec un beretta à Corso Novara.

### Nuova Camorra Organizzata (NCO) et Nuova Famiglia (NF).
Dans les années 1970, Raffaele Cutolo, (surnommé 'O Professore), incarcéré pour meurtre à la prison de Poggioreale, tente de structurer la Camorra comme une organisation rattachée à un lieu géographique pour réguler le nouveau traffic du marché illégal de la drogue. Ainsi naît la Nuova Camorra Organizzata (NCO). Mais cette organisation connaît une forte opposition qui se structure autour de la Nuova Famiglia (NF). Cette dernière fait la guerre à la NCO de Cutolo. La guerre entre les deux organisations est impitoyable et se conclut en 1983 par la défaite de la NCO. Les victimes se comptent par centaines et parmi eux beaucoup d'innocents. Peu de temps après, la NF disparaît d'elle-même n'ayant plus de raisons d'exister. En 1981, Raffaele Cutolo fait pression auprès des Brigades rouges afin qu'elles acceptent de libérer un de leurs prisonniers, Ciro Cirillo (un politicien important membre de la Démocratie chrétienne).
En 1992, le capo Alfieri tenta à nouveau de structurer la Camorra de manière verticale avec la création de la Nuova Mafia Campana (NMC). Mais cette nouvelle organisation disparut peu de temps après, à la suite de l'arrestation d'Alfieri et le fait qu'il devienne un pentito (repenti pour le gouvernement). De nos jours, la Camorra est une organisation horizontale avec plusieurs clans qui luttent entre eux.
Le 30 novembre 2004, plusieurs milliers de manifestants se sont retrouvés dans les rues de Naples, pour protester contre la mafia locale Camorra. En 2004, les règlements de compte entre bandes mafieuses rivales ont fait 139 morts, surtout dans les quartiers défavorisés de Scampia et de Secondigliano de cette même ville. Cette guerre mafieuse n’a pas encore atteint l’ampleur de celle qui avait fait 273 morts pour la seule année 1981 [réf. incomplète].

## Activités criminelles
La Camorra est présente dans tous les secteurs de l’économie régionale napolitaine. Ses clans gèrent des trafics divers, la prostitution et les extorsions de fonds.
Ils sont également présents dans les offres publiques de chantiers, les adjudications et les activités liées à la dépense publique. Le chef de la protection civile a ainsi reconnu qu’« en matière de gestion des déchets, la seule réalité gagnante est celle de la Camorra ».
Ces activités sont très nombreuses :
- extorsion : les autorités estiment que la Camorra reçoit de l’argent de la part d'un grand nombre d'industries et entreprises de Naples et de ses environs sous forme d'un impôt appelé le pizzo. De plus, elle a investi dans des activités légales et contrôle totalement le commerce local des fleurs, de la viande[35], de la mozzarella et d'un nombre important de produits alimentaires typiques de la gastronomie du pays ;
- contrebande[35] : contrebande d’objets volés, ou de contrefaçon ;
- trafic de cigarettes : le trafic de cigarettes, quasiment disparu depuis près de vingt ans, est réapparu à Ercolano dans la banlieue de Naples après les hausses des prix du tabac en Europe ;
- trafic de stupéfiants : en provenance du Maghreb (cannabis), de la Turquie (héroïne, opium) et des pays d’Amérique du Sud (cocaïne), mais principalement la cocaïne[35] ;
- fraude aux subventions européennes : toutes les mafias du Sud de l'Italie, la Camorra en particulier, essayent de détourner les subventions européennes[35] ;
- jeux clandestins ;
- production de béton en Campanie : après le séisme de 1980 en Irpinia, la Camorra a détourné des millions (en provenance de l'UE essentiellement) grâce aux contrats de reconstruction[35] ;
- corruption de fonctionnaires, comme des policiers, carabiniers ou encore des élus locaux ou bien du gouvernement italien.

### Le trafic de déchets
La Camorra a longtemps détenu le monopole du ramassage des ordures en Campanie, et contrôle de nombreuses décharges. Leur fermeture progressive ainsi que la présence de déchets illégalement enfouis dans les sols est en partie à l'origine de la crise des déchets dans la région de Naples. La gestion des ordures est d'ailleurs gérée par état d'urgence depuis 1994.
Depuis des décennies, la Camorra a aussi pour habitude d'envoyer ses déchets en Roumanie dans des gropi, un mot qui veut dire « fosses » en roumain. La Camorra via des sociétés-écrans ouvre une multitude d'agences de traitement des déchets originaire de Campanie. Depuis 2009, la mafia a décidé de faire de la décharge de Glina en Roumanie, surnommée Ochiul Boului (« Œil de bœuf », en roumain), la plus grande d'Europe. Les clans camorristes sont très implantés dans le nord-ouest du pays, Bucarest et sa région. De plus, l'Union européenne finance la modernisation du système roumain de traitement des ordures. Les fonds sont en partie détournés par la Camorra qui fait disparaître les déchets pour deux à trois fois moins cher en les mélangeant à d'autres, ce qui est impossible en Italie. Depuis l'entrée de la Roumanie dans l'Union européenne en janvier 2007, le crime organisé s'est emparé du « secteur écologique » qui s’avère plus profitable que le trafic de drogue avec, de son point de vue, un triple avantage : les investissements sont faibles, des masses d'argent générées par l'ensemble des activités de la Camorra peuvent être blanchies par ce biais sous une apparence légale et les peines encourues en cas de poursuites judiciaires, causées par les irrégularités, sont minimes. Les déchets transitent par voies routières et maritimes. Les principales décharges identifiées sont à Glina, Băicoi, Ploiești, Mureș, Constanța et Tulcea en Roumanie.

## Économie de la Camorra
Les revenus illégaux de la Camorra sont évidemment difficiles à estimer, parce qu'outre qu'ils sont illicites, leur réalité est mouvante, provenant de multiples activités, au profit de multiples clans. Un institut de données économiques italien appelé Eurispes a estimé, en 2008, qu'annuellement l'économie mafieuse de la Camorra générait une somme annuelle de 12,5 milliards - comme d'autres qui donnent des chiffres très importants sans avancer davantage de méthodologie, - mais ces chiffres ont été largement critiqués pour leur manque de rigueur, leur globalisation de réalités différentes et leurs erreurs, bien qu'ils soient largement repris par la presse voire par des responsables politiques.
Une étude datée de 2013 relativise ces chiffres, estimant l'ensemble de l'activité illégale en Italie à 25 milliards annuels - soit 1,7 % du PIB italien - mais pour lesquelles les mafias ne sont impliquées que pour 31 % à 51 %, soit 8 à 13 milliards d'euros. Selon cette approche, les revenus annuels de la Camorra - les plus importants d'Italie avant la 'Ndrangheta calabraise - s'élèveraient plutôt à 3,7 milliards d'euros dont environ 60 % proviennent directement de ses activités en Campanie.
L'« indice de présence mafieuse » (IPM) montre la profonde implantation de la Camorra sur le territoire campanien, devançant toutes les autres régions, avec un indice de 101 pour la ville de Naples (à comparer par exemple avec les indices de 58 pour Palerme, 21 pour Rome ou encore 5,5 pour Florence).
L'économie mafieuse est un frein au développement économique de la Campanie que cela soit au niveau industriel, ou urbain. De plus, le trafic extrêmement lucratif du retraitement des ordures ménagères entraîne une pollution massive des sols et de l'air extérieur. À titre d'exemple, les communes d'Acerra, Marigliano et Nola, autrefois considérées comme les plus fertiles sont aujourd'hui appelées « le triangle de la mort ».
En 2011, l'éco-criminalité et détournements afférents organisés par la Camorra étaient estimés à 16,6 milliards d'euros.

## Structure
Les chiffres concernant la Camorra, tant pour ses membres que pour ses revenus, donnent lieu à des fluctuations, vu la nature illicite des activités de l'organisation qui n'est, en outre, pas centralisée et dont les membres sont souvent assez jeunes. Selon les sources, le nombre total de ses membres oscille entre 4 500 et 7 000 camorristes dans la région de Campanie, est organisée autour d'une centaine de familles ou clans.
Rien qu'à Naples, on dénombrait, en 1993, 67 familles avec 2 542 camorristes. Ces familles ont une grande facilité à s'unir ou à se séparer. Elles n'ont pas une structure verticale, comme chez Cosa Nostra, mais plutôt horizontale. Depuis la Seconde Guerre mondiale, les deux seules tentatives de structurer la Camorra verticalement se sont soldées par des échecs, et elles n'ont été que temporaires. La première occasion s'est déroulée au début des années 1980 quand la Nuova Camorra Organizzata (NCO) luttait contre la Nuova Famiglia (Nouvelle Famille) et la seconde s'est effectuée dix ans plus tard pendant la réorganisation de la Camorra en NMC. Chaque clan est indépendant l'un de l'autre et il ne se soumet qu'à son propre capo ou parrain. C'est pour cela qu'il est malvenu de parler de la Camorra comme d'un phénomène criminel unitaire et organique. La Camorra, dans son fonctionnement, est extrêmement fragmentée et chaotique. Elle est souvent comparée à une hydre, car lorsqu'un clan est dissous sur un territoire, dix sont prêts à le remplacer aussitôt. À la tête d'une famille, se trouve un « chef-en-tête » (un capintesta), tandis que le consigliere (conseil chez Cosa Nostra) se nomme contaiuolo (le Conteur).

## Clans camorristes principaux à Naples

### Municipalitàet quartiers de Naples
Le territoire de la commune est divisé en 10 Municipalità, elles-mêmes subdivisées en quartiers (31 au total) :

Les dix Municipalità de Naples.

- Municipalità 1 - San Ferdinando - Chiaia - Posillipo
- Municipalità 2 - San Giuseppe - Montecalvario - Avvocata - Mercato - Pendino - Porto
- Municipalità 3 - Stella - San Carlo all'Arena
- Municipalità 4 - Vicaria - San Lorenzo - Poggioreale - Zona Industriale
- Municipalità 5 - Vomero - Arenella
- Municipalità 6 - Ponticelli - Barra - San Giovanni a Teduccio
- Municipalità 7 - Miano - Secondigliano - San Pietro a Patierno
- Municipalità 8 - Chiaiano - Piscinola - Marianella - Scampia
- Municipalità 9 - Soccavo - Pianura
- Municipalità 10 - Bagnoli - Fuorigrotta

| Quartiers de Naples            | Clans de la Camorra                                                                       |
| ------------------------------ | ----------------------------------------------------------------------------------------- |
| Ponticelli                     | Sarno, De Luca, Bossa                                                                     |
| Barra                          | Aprea, Celeste                                                                            |
| San Giovanni a Teduccio        | Mazzarella, Rinaldi                                                                       |
| Piazza Garibaldi (it)          | Mazzarella                                                                                |
| Quartiers Espagnols            | Di Biase, Lo Russo, Lepre                                                                 |
| Pallonetto di Santa Lucia      | Elia, Mazzarella                                                                          |
| Mergellina                     | Frizziero, Piccirillo                                                                     |
| Vomero                         | Cimmino, Caiazzo, Totaro, Varriale                                                        |
| Fuorigrotta, Soccavo e Bagnoli | Bernardo, Sorrentino, Puccinelli                                                          |
| Rione Traiano (it)             | Cutolo-Perrella, Grimaldi, Scognamillo-Troncone                                           |
| Pianura                        | Lago, Marfella                                                                            |
| Secondigliano                  | Alliance Secondigliano, Licciardi, Di Lauro, Contini-Bosti, Scissionisti di Secondigliano |
| Rione Sanità                   | Misso, « Scissionisti » de Salvatore et Nicola Torino                                     |
| Scampia                        | Di Lauro                                                                                  |
| Forcella                       | Giuliano                                                                                  |

(Données : novembre 2006)

### Clan des Casalesi
Le clan des Casalesi est une structure particulière au sein de la Camorra. Constitué par le regroupement de sept familles à l'organisation semblable à la Cosa nostra sicilienne, c'est le clan mafieux le plus puissant d'Italie. Son chiffre d'affaires annuel serait de 30 milliards de dollars selon le parquet anti-mafia de Naples. Il contrôle la province de Caserte à partir de son fief de Casal di Principe, et serait responsable de 686 meurtres entre 1985 et 2004.
En 2008, le procès "Spartacus" (aussi appelé "Spartacus Reset") engendre 16 peines de réclusion à perpétuité contre les chefs de la famille Casalesi.

### Liste partielle des administrations des municipalités dissoutes pour infiltration de la Camorra (depuis 1978)
- Acerra (NA)
- Arzano (NA)
- Afragola (NA)
- Boscoreale (NA)
- Brusciano (NA)
- Casandrino (NA)
- Carinola (CE)
- Casalnuovo (NA)
- Casapesenna (CE)
- Casola di Napoli (NA)
- Casoria (NA)
- Casal di Principe (CE)
- Casaluce (CE)
- Casamarciano (NA)
- Castellammare di Stabia (NA)
- Castelvolturno (CE)
- Crispano (NA)
- Ercolano (NA)
- Frattamaggiore (NA)
- Grazzanise (CE)
- Liveri (NA)
- Lusciano (CE)
- Marano di Napoli (NA)
- Marcianise (CE)
- Melito (NA)
- Nola (NA)
- Ottaviano (NA)
- Orta di Atella (CE)
- Pignataro Maggiore (CE)
- Pimonte (NA)
- Poggiomarino (NA)
- Pomigliano d'Arco (NA)
- Pompei (NA)
- Portici (NA)
- Pouzzoles (NA)
- Quarto (NA)
- Quindici (AV)
- San Cipriano d'Aversa (CE)
- San Gennaro Vesuviano (NA)
- San Giuseppe Vesuviano (NA)
- San Paolo Bel Sito (NA)
- San Tammaro (CE)
- Sant'Antimo (NA)
- Sant'Antonio Abate (NA)
- Santa Maria la Carità (NA)
- Santa Maria la Fossa (CE)
- Terzigno (NA)
- Torre Annunziata (NA)
- Torre del Greco (NA)
- Tufino (NA)
- Villa di Briano (CE)
- Volla (NA)
- Cadix (AL)

## Internationalisation
Très décentralisée, la Camorra est restée longtemps à l’écart des grands marchés internationaux criminels. Depuis plusieurs années, la Camorra a cependant développé des activités criminelles significatives en Espagne, aux Pays-Bas, au Royaume-Uni et en Suisse. Dans son livre Gomorra, Roberto Saviano évoque également l’internationalisation vers la France, la Roumanie et le Maroc. Auxquels il faut rajouter, dans une moindre mesure, la Côte d’Ivoire. La Camorra entretient également plusieurs relations avec des cartels de la drogue, principalement des Péruviens et des Colombiens,. Les liens entre les cartels de la drogue en Amérique du Sud et les clans de la Camorra remontent au moins aux années 1980, ayant stabilisé au fil des ans de nombreuses chaînes de drogue privilégiées d'Amérique du Sud vers l'Europe.
Salvatore Zazo, un membre important du clan Mazzarella, aurait été impliqué dans un vaste projet de trafic international de cocaïne du Pérou vers l'Europe. Selon la DEA, Zazo a géré plus de 500 millions de dollars par an en expéditions de cocaïne via les ports du Pérou vers l'Europe.

### Espagne
L'Espagne serait le pays le plus lié à la Camorra. Dans une interview au quotidien espagnol El País, Roberto Saviano, explique que Nuvoletta, Michele Zaza et d’autres membres de la Camorra recyclent massivement leurs gains illicites dans l’industrie touristique andalouse, acquérant hôtels, restaurants et night-clubs. À tel point que les camorristes auraient rebaptisé la Costa del Sol, la « Costa Nostra », allusion à la Cosa Nostra.
La Camorra aurait également pris le contrôle des importations en Europe de cocaïne colombienne par des filières installées à Madrid et Barcelone. Selon lui, l’Espagne serait « envahie par l'argent de la Camorra », mais « la classe politique locale n'en aurait pas encore pris conscience ».

### France
Michele Zaza a eu d’importantes activités dans le trafic de cigarettes autour du port de Marseille. Il a été arrêté le 15 mars 1989, soupçonné aussi de trafic de cocaïne. La Camorra est présente dans le 12e arrondissement de Paris (textile), à Nice, Lyon, Marseille, Montpellier et Bordeaux.
Quelques arrestations notables de camorristes en France :
- Rolando Tortora, arrêté à Antibes en septembre 1988, celui-ci était accompagné d'Antonietta Di Meo (son bras-droit) en fuite depuis 1982 ;
- Nunzio Barbarossa faisait partie de la Camorra, il fut arrêté à Nice en février 1989, en compagnie de deux de ses complices ;
- Michele Zaza était un trafiquant de cigarettes à Marseille et de drogue. Il fut arrêté à Villeneuve-Loubet en mars 1989 ;
- Francesco Schiavone alias « Sandokan » fut arrêté à Lyon en mai 1989 ;
- Mario Iovine est arrêté à Solliès-Pont en août 1989, près de Toulon.

## Quelques membres notables
Quelques membres célèbres: Raffaele Cutolo et sa sœur Rosetta Cutolo, les frères Lorenzo Nuvoletta et Angelo Nuvoletta, Pasquale et Salvatore Lo Russo, Pasquale Galasso, Francesco Barbato, Lorenzo Dominici, Edoardo Contini, Tino Liniere, Carmine Alfieri, Michele Zaza, Paolo Di Lauro, Carmine Sorrentino, Antonio Bardellino, Francesco Schiavone (« Sandokan »), Michele Zagaria, Antonio Iovine, Vicenzo Crevelli et Carmine Ferrara.

## Menaces sur des personnalités
La Camorra a menacé de mort plusieurs juges, policiers ou journalistes, dont Roberto Saviano, l'auteur du livre Gomorra, dénonçant dans son ouvrage ses agissements. Giulio Cavalli, acteur de théâtre, est  menacé par la Camorra pour s'être moqué de celle-ci dans ses pièces.

## Faides
Des faides (vengeances privées entre familles, proches de la vendetta) opposent régulièrement des clans de la Camorra, dont par exemple les faides de Scampia.
En 1970, Raffaele Cutolo a fondé la Nuova Camorra Organizzata (NCO). Ses opposants ont fondé la Nuova Famiglia et la guerre entre les deux organisations fit 264 morts pour la seule année 1982.
Dix ans après, Carmine Alfieri tenta d’organiser la Camorra au niveau de la Campanie. Cette nouvelle guerre totale fit 673 morts de 1989 à 1991, dont plus de 500 à Naples même.
Fin 2004 et début 2005, une tentative de sécéssion  à l’intérieur du clan de Paolo Di Lauro a déclenché, dans les quartiers Scampia et Secondigliano, un conflit meurtrier qui fit 134 morts.
Fin octobre 2006, une vague de crimes fait dix-huit morts. Ces crimes résulteraient d’une modification des équilibres dans l’aire napolitaine, avec la constitution de deux cartels : les clans Misso-Mazzarella-Sarno contre l’alliance de Secondigliano (Di Lauro, Licciardi).
Le 18 septembre 2008, six Africains sont criblés de balles pendant le massacre de Castel Volturno à Castel Volturno par le clan des Casalesi, sur fond de lutte de pouvoir entre ce clan camorriste et le milieu criminel africain.

## Culture populaire

### Film
- Il Camorrista (1986), réalisé par Giuseppe Tornatore. Vaguement inspiré par l'histoire vraie du parrain de la NCO, Raffaele Cutolo. Cutolo est joué par Ben Gazzara avec le doublage de l'acteur italien Mariano Rigillo (it).
- Gomorra film italien réalisé par Matteo Garrone en 2008 sur la Camorra, adaptation du livre homonyme de Roberto Saviano.
- Gomorra série italienne de 2014, adaptation du livre homonyme de Roberto Saviano et du film homonyme de Matteo Garrone.
- Fortapàsc (2009), réalisé par Marco Risi.
- L'antagoniste principal du film John Wick 2 est un parrain de la Camorra et ses hommes de main appartiennent à cette mafia.
- 5 est le numéro parfait (2019), réalisé par Igort
- Piranhas (2019), réalisé par Claudio Giovannesi
- Equalizer 3 (2023), réalisé par Antoine Fuqua

### Bande dessinée
- Roberto Saviano et Asaf Hanuka, Sono ancora vivo, Milan, Bao Publishing, 2021, 144 p.  (ISBN 978-88-32-73207-8) traduit en français par Vincent Raynaud Je suis toujours vivant chez Gallimard/Steinkis en 2022.

#### Recherche
- (en) Felia Allum, Camorristi, Politicians and Businessmen : The Transformation of Organized Crime in Post-War Naples, Routledge, 2017, 256 p. (ISBN 978-1-351-19649-9, lire en ligne)
- (it) Francesco Benigno, La mala setta : alle origini di mafia e camorra, 1859-1878, Turin, Einaudi, 2015, 403 p. (ISBN 978-88-06-22441-7)
- (en) John Dickie, Mafia Republic : Italy's Criminal Curse. Cosa Nostra,'Ndrangheta and Camorra from 1946 to the Present, Sceptre, 2014, 544 p. (ISBN 978-1-4447-2641-1, lire en ligne)
- (en) Letizia Paoli, The Oxford Handbook of Organized Crime, Oxford, Oxford University Press, 2014, 692 p. (ISBN 978-0-19-973044-5, lire en ligne)
- (it) Collectif, Progetto Pon sicurezza 2007-2013 : Gli investimenti delle mafie, Milano-Trento, Centro di ricerca interuniversitario Transcrime, 2013 (lire en ligne)
- Jacques de Saint Victor, Un pouvoir invisible : Les mafias et la société démocratique (XIXe – XXIe siècles), Gallimard, 2012, 425 p. (ISBN 978-2-07-230948-9, lire en ligne)
- (en) Frank M. Snowden, Naples in the Time of Cholera, 1884-1911, Cambridge University Press, 2002, 496 p. (ISBN 978-0-521-48310-0, lire en ligne)
- (en) Tom Behan, See Naples and Die : The Camorra and Organised Crime, Tauris Parke Paperbacks, 2002, 324 p. (ISBN 978-1-86064-783-3)
- (it) Isaia Sales, La camorra le camorre, Rome, Editori Riuniti, 1994, 261 p. (ISBN 978-88-359-3710-4)
- Marc Monnier, La Camorra : Mystères de Naples, Paris, M. Lévy frères, 1863.
- (it) Antonio Fiore, Camorra e polizia nella Napoli borbonica (1840-1860), Naples, FedOAPress, 2019, 344 p. (ISBN 978-88-6887-061-4, lire en ligne).
- Amedeo Feniello et Jacques Dalarun, Naples, 1343: aux origines médiévales d'un système criminel, Éditions du Seuil, coll. « L'univers historique », 2019 (ISBN 978-2-02-138091-0).

#### Essais
- Alexandre Dumas (préf. Claude Schopp), La camorra et autres récits de brigandage, Paris, Vuibert, 2011, 402 p. (ISBN 978-2-311-00272-0)
- Roberto Saviano (trad. de l'italien par de l'italien par Vincent Raynaud), Gomorra. Dans l'empire de la camorra, Paris, Gallimard, 2007, 356 p., broché, 14 × 20,6 (ISBN 978-2-07-078289-5, présentation en ligne)
- Xavier Raufer, La Camorra, une mafia urbaine, La Table ronde, 2005, 113 p.

#### Autres groupes mafieux en Italie
- Cosa nostra (en Sicile)
- 'Ndrangheta (en Calabre)
- Sacra corona unita (dans les Pouilles)
- Stidda (en Sicile)